# بتی جانسون (فیزیکدان)
بتی جانسون (انگلیسی: Betty Johnson؛ ۱۸ اکتبر ۱۹۳۶ – ۱۱ سپتامبر ۲۰۰۳) فیزیک‌دان، و مهندس اهل ایالات متحده آمریکا بود.
وی همچنین برندهٔ جوایزی همچون برنامه فولبرایت شده‌است.